# 25659 Liboynton
25659 Liboynton è un asteroide della fascia principale. Scoperto nel 2000, presenta un'orbita caratterizzata da un semiasse maggiore pari a 2,4084480 UA e da un'eccentricità di 0,1854805, inclinata di 1,56759° rispetto all'eclittica.